# Abacaris
Abacaris es el nombre de un pueblo indígena que habitaba las márgenes del río Marañón, en el Perú. Con el mismo nombre se designa la lengua que hablaban.
Hoy día ya no se habla, ignorándose si es la comunidad la que se ha extinguido o solo la lengua por haberse diseminado esta población entre los grupos indígenas inmediatos.